# Fallot-Trilogie
Die Fallot-Trilogie ist eine nur noch selten gebrauchte Bezeichnung für ein Fehlbildungssyndrom des Herzens, das mit einer Pulmonalstenose und Rechtsherzhypertrophie sowie einem Vorhofseptumdefekt einhergeht.
Dabei sind die Symptome – im Wesentlichen eine durch den Rechts-Links-Shunt auf Vorhofebene bedingte Zyanose – ähnlich denjenigen bei isolierter Pulmonalstenose, also intaktem Ventrikelseptum (Kammerscheidewand).
Die Fehlbildung ist nach Étienne-Louis Arthur Fallot benannt.